# 名人廚房
《名人廚房》（英語：Stars on the Menu）是香港電視廣播有限公司製作的飲食節目，每集由一位名人或藝人作主持。
本節目於2010年6月27日至2010年10月10日逢星期日20:00-21:00在翡翠台、高清翡翠台及MyTV播出，及於MyTV提供節目重溫。

## 每集內容
| 集數 | 播映日期 | 嘉賓                           | 嘉賓主持 |
| 01   | 6月27日  | 呂 方                          | 倫永亮、陳潔靈、何超儀、 李蘢怡、官恩娜、陳倩揚、 朱 璇                                                                                     |
| 02   | 7月4日   | 葉澍堃                         | 鄧慶治、杜振源、吳守基、郭少明、石禮謙、陳爽、馬賽、姚子羚                                                                                  |
| 03   | 7月11日  | 薛家燕                         | 石祐珊、安德尊、盧大衛、 劉 丹、李韡玲、吳 剛、 李曾超群、Tony Chan、 鄭欣宜、戴夢夢、譚真一、 莊錠欣                                       |
| 04   | 7月18日  | 陳芷菁、朱凱婷、商天娥、曹敏莉 | 林保怡、曾華倩、沈震軒、 胡諾言 |
| 05   | 7月25日  | 黃淑儀                         | 陳沛嘉、楊 崢、鄧達智、 蘇玉華、胡杏兒、胡定欣、 姜大偉、冉肖玲、張國強、 朱咪咪、羅敏莊、陳國邦                                            |
| 06   | 8月8日   | 李麗娟、林李婉冰               | 黃雙如、鄧鉅明、 蔡李惠莉、郭羅桂珍、 許曉暉、丘凱敏、馬浚偉、 林嘉豪、林嘉傑、鄧梓峰、 宋熙年                                              |
| 07   | 8月15日  | 張堅庭                         | 李純恩、盧永仁、湯盈盈、 葉 童、鄒世龍、謝 寧                                                                                               |
| 08   | 8月22日  | 顧紀筠                         | 江欣燕、李學斌、古樹鴻、 劉曉彤、彭健新、莫樹錦、 查小欣                                                                                    |
| 09   | 8月29日  | 余錦基                         | 郭政鴻、石 修、許冠文、 蘇民峰、陳庭欣、張秀文、 莊思明、余錦遠、陳百祥、 鄭則士、吳守基、高海寧、 張嘉兒、陳自瑤、張國強、 容羨媛、何詠雯  |
| 10   | 9月5日   | 廖碧兒                         | 王君馨、周家蔚、周志文、 周志康、丁子高、劉浩龍、 陳寶珠、楊天經                                                                            |
| 11   | 9月12日  | 車淑梅                         | 董趙洪娉、區瑞強、 殷巧兒、梁黃詠愉、 丁午壽、張 浩、尹達剛、 蘇 姍、許 愿、鄭兆良、 米 雪、龐愛蘭、陳兆焯、 姜炳耀、馬詩慧                 |
| 12   | 9月19日  | 惠英紅                         | 高鈞賢、王浩信、鄭嘉穎、 敖嘉年、林嘉華、徐淑敏、 黃智賢、謝雪心、李國麟、 胡定欣                                                           |
| 13   | 9月26日  | 紀曉華、 歐陽應霽、 林澄光     | 金 剛、黃宇詩、 Ranee K、司徒瑞祈、 蕭正楠、陸詩韻、呂慧儀、 梁烈唯                                                                         |
| 14   | 10月3日  | 鄭丹瑞、徐子珊、周秀娜、麥玲玲 | 黃真真、林 峯、楊千嬅 |
| 15   | 10月10日 | 曾志偉                         | 葉翠翠、梁小冰、何傲兒 、 張嘉兒、高海寧、戚美珍、 李香琴、盧海鵬、胡 楓、 盧大偉、麥景婷、林建明、 鄭威濤、姚君達、江欣燕、 吳積遜、洪天明 |

## 外部連結
- 無綫電視節目網頁 - 名人廚房 （页面存档备份，存于）
- 名人明星炮制美食佳肴推介《名人厨房》 （页面存档备份，存于）

## 電視節目的變遷
| 香港無綫電視翡翠台、高清翡翠台 星期日 20:00-21:00 時段 | 香港無綫電視翡翠台、高清翡翠台 星期日 20:00-21:00 時段 | 香港無綫電視翡翠台、高清翡翠台 星期日 20:00-21:00 時段 |
| ------------------------------------------------------ | ------------------------------------------------------ | ------------------------------------------------------ |
|                                                        | 名人廚房 (第1-2集) (2010.06.27 - 2010.07.04)           |                                                        |
| 為食總司令 (第9-17集) (2010.04.25 - 2010.06.20)        | (2010.07.11)                                           |                                                        |
| (2010.07.11)                                           | 名人廚房 (第3-4集) (2010.07.18 - 2010.07.25)           | (2010.08.01)                                           |
| (2010.08.01)                                           | 名人廚房 (第5-15集) (2010.08.08 - 2010.10.17)          | 和味蘇 (第1-5集) (2010.10.24 - 2010.11.21)             |